# Michiko Tanaka

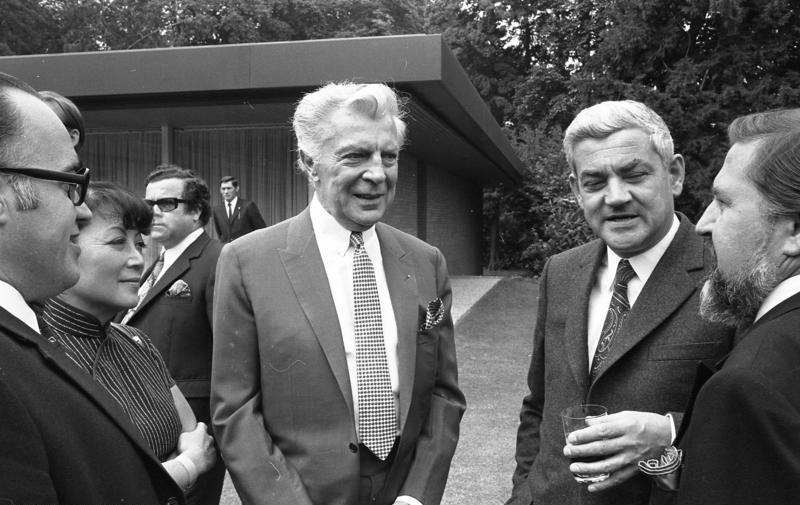
Michiko Tanaka y Viktor de Kowa con Horst Ehmke (1971)

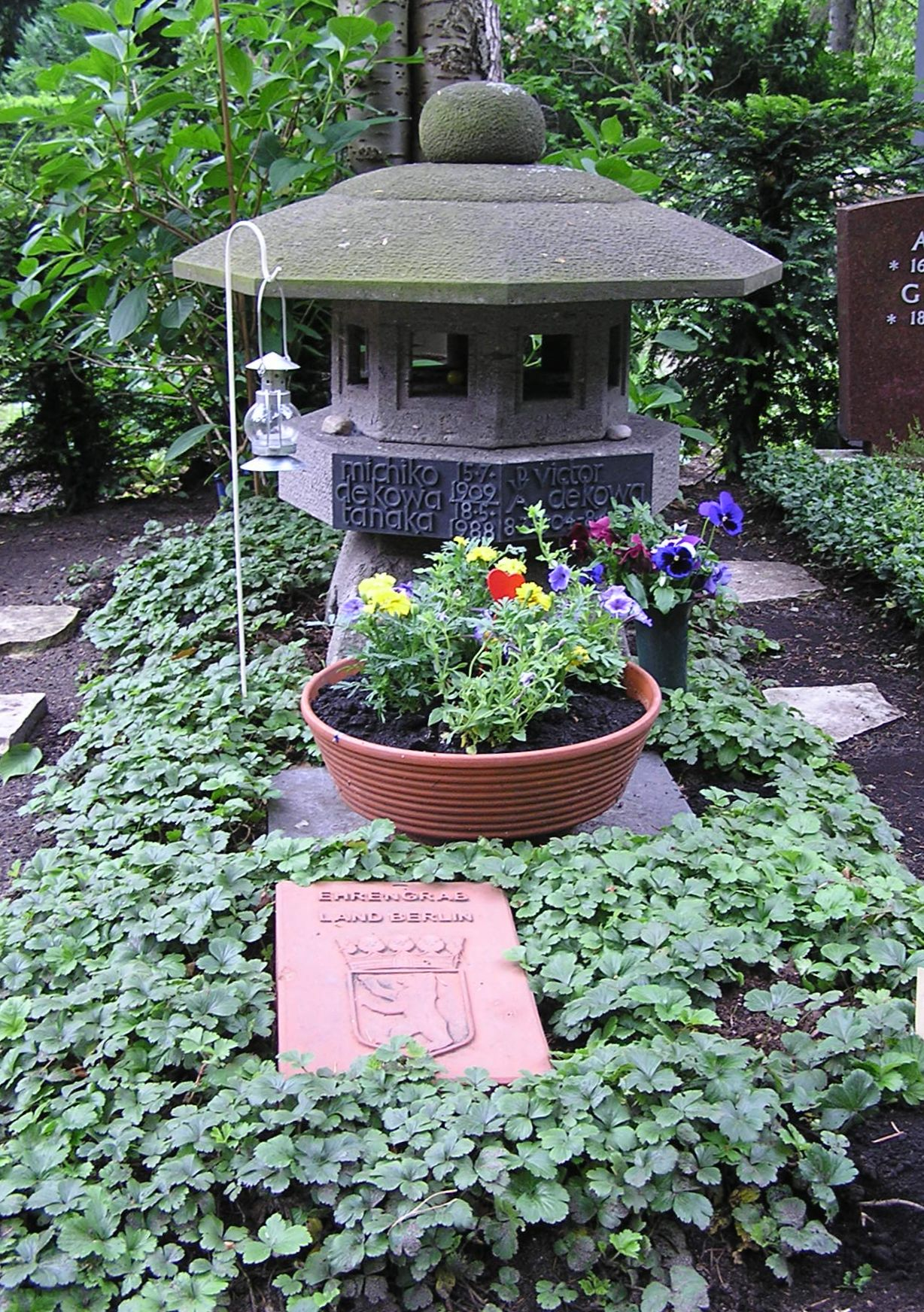
Tumba de Michiko Tanaka en el cementerio Friedhof Heerstraße de Berlín

Michiko Tanaka (田中路子 Tanaka Michiko?) (15 de julio de 1909 - 18 de mayo de 1988) fue una actriz y cantante japonesa radicada en Austria.

## Biografía
Tanaka nació en Tokio, Japón, en el seno de una familia de pintores, siendo su padre Raishō Tanaka. Recibió su primera educación musical de canto en la Universidad Nacional de Bellas Artes y Música de Tokio. En esa época inició una relación sentimental con el violonchelista Hideo Saitō, de la actual Orquesta Sinfónica NHK, que en 1927 acababa de regresar de Alemania. Como él estaba casado, sus padres la obligaron en 1929 a viajar a Viena. Primero estudió arpa, hasta que Hidemaro Konoye, nuevo director de la Shin Kōkyō Gakudan, le aconsejó redirigir su carrera, completando su formación con Maria Ivogün En Viena fue su tutor su tío, el embajador japonés en Austria.
Gracias a él tuvo acceso a la alta sociedad vienesa, conciendo Julius Meinl II, heredero del magnate austríaco del café Julius Meinl I, con el que se casó en 1931. En 1930 debutó en escena con la comedia musical The Geisha, de Sidney Jones y Owen Hall, con la cual obtuvo un notable éxito, y que le permitió viajar en gira por Buenos Aires y otras ciudades.
Su debut cinematográfico llegó en 1935 con Letzte Liebe,  de Fritz Schulz, film en el que actuaba con el nombre Michiko Meinl. Al siguiente año actuó en el Theater an der Wien en la opereta Dschainah, das Mädchen aus dem Tanzhaus, escrita para ella por el compositor húngaro Paul Abraham. Mudada a París, MGM le ofreció el papel de la campesina china O-Lan en el film The Good Earth, de Sidney Franklin. La comunidad china se rebeló contra la decisión de que el papel lo interpretara una japonesa, por lo que el personaje fue encarnado por la alemana Luise Rainer, que obtuvo el Óscar a la mejor actriz.
Tras divorciarse de Julius Meinl II en 1941 y rodar en París otras dos películas, Yoshiwara (de Max Ophüls) y Tempête sur l'Asie (de Richard Oswald), Tanaka tuvo relación con el dramaturgo Carl Zuckmayer y con el actor Sessue Hayakawa. Finalmente, conoció al actor alemán Viktor de Kowa, con el que se casó en 1941, y con el cual fue a vivir a Berlín. Julius Meinl fue su padrino en la boda. Durante la Segunda Guerra Mundial, la casa de Kowa en Berlín fue punto de encuentro de muchos japoneses. Ella presentó a Seiji Ozawa al director Herbert von Karajan, que sería su maestro.
Finalizada la guerra, y pasados 11 años desde su última actuación para la gran pantalla, volvió a la misma para interpretar Anonyme Briefe (1949), de Arthur Maria Rabenalt, Skandal in der Botschaft (1950, de Erik Ode) y Madama Butterfly, de Carmine Gallone, cinta en la que actuó como Suzuki
Tanaka participó en el acuerdo cultural germano-japonés y trabajó en la fundación de la Sociedad Japonesa Alemana de Tokio. En 1952 fue la primera japonesa en ser premiada en la Mozartgedenkhaus. En 1958 Tanaka formó parte del jurado internacional del Festival Internacional de Cine de Berlín.
Tras morir Victor de Kowa en el año 1973, Tanaka se dedicó a la educación musical antes de retirarse en Múnich, Alemania, ciudad en la que falleció en mayo de 1988. Fue enterrada en el Cementerio Friedhof Heerstraße de Berlín, en el distrito Charlottenburg-Wilmersdorf.

## Filmografía
- 1935 : Letzte Liebe, de Fritz Schulz
- 1935 : Dschainah, das Mädchen aus dem Tanzhaus, de Vilmos Gyimes
- 1937 : Yoshiwara, de Max Ophüls
- 1938 : Tempête sur l'Asie, de Richard Oswald
- 1949 : Anonyme Briefe, de Arthur Maria Rabenalt
- 1950 : Skandal in der Botschaft, de Erik Ode
- 1954 : Madama Butterfly, de Carmine Gallone
- 1958 : Begegnung in Singapur, de Gustav Burmester (TV)
- 1961 : Amai yoru no hate, de Yoshishige Yoshida
- 1961 : Bis zum Ende aller Tage, de Franz Peter Wirth

## Autobiografía
- Michiko Tanaka: 私の歩んだ道　滞欧二十年 (Watakushi no ayunda michi. taiō nijū-nen). Hōbunsha, 1954 (Nueva edición: Ōzorasha, 1999, ISBN 4-7568-0887-5)